# Hrvatski malonogometni kup – regija Jug 2019./20.
Malonogometni kup regije Jug je jedan od tri kvalifikacijska regionalna kupa za Hrvatski malonogometni kup za sezonu 2019./20., igran na području južne Hrvatske u jesen 2019. godine. Kup je osvojio klub "Olmissum" iz Omiša.

## Sustav natjecanja
Kup se igra jednostrukim kup-sustavom u jesen 2019. godine. U natjecanju sudjeluju futsal klubovi iz 2. HMNL - Jug i 1. HMNL koji nemaju osiguran plasman u Hrvatski malonogometni kup, te pobjednici županijskih kupova s ovog područja. Pobjednik stječe pravo nastupa u Hrvatskom kupu za 2019./20.

## Rezultati

### Prvi krug
Igrano 8. i 9. listopada 2019. godine.

| par                                       | rez.            | napomene, izvještaji                                          |
| ----------------------------------------- | --------------- | ------------------------------------------------------------- |
| Heroji 2007 Vodice - Solin 1980           | 6:3             |                                                               |
| Jezera - Futsal Zadar                     | 3:0 p.f.        | "Futsal Zadar" odustao od nastupa Trebalo se igrati u Tisnome |
| Knin - Hajduk Split                       | 1:6             |                                                               |
| Olmissum Omiš - Konoba Tomić Gornji Humac | 5:2             |                                                               |
| Duba Konavoska - Universitas Split        | 3:1             | igrano u Grudi                                                |
| Murter - Trogir                           | 6:6, 11:10 p.p. | "Murter" prošao boljim izvođenjem šesteraca                   |
| Torcida Split - Genius Split              | 2:3             |                                                               |
| Šibenik 1983 - Mejaši Split               | 4:0             |                                                               |

### Četvrtzavršnica (2. kolo)
Igrano 15. i 16. listopada 2019. godine.

| par                               | rez.          | napomene, izvještaji                                         |
| --------------------------------- | ------------- | ------------------------------------------------------------ |
| Jezera - Murter                   | 1:1, 3.4. p.p | "Murter" prošao boljim izvođenjem šesteraca igrano u Tisnome |
| Genius Split - Duba Konavoska     | 1:2           |                                                              |
| Heroji 2007 Vodice - Šibenik 1983 | 1:1, 4:2 p.p  | "Heroji 2007" prošli boljim izvođenjem šesteraca             |
| Hajduk Split - Olmissum Omiš      | 4:7           |                                                              |

### Poluzavršnica (3. kolo)
Igrano 22. i 23. listopada 2019. godine
| par                                | rez. | napomene, izvještaji |
| ---------------------------------- | ---- | -------------------- |
| Murter - Duba Konavoska            | 3:1  |                      |
| Olmissum Omiš - Heroji 2007 Vodice | 3:1  |                      |

### Završnica
Igrano 6. studenog 2019. godine u Murteru u SD "Murterski škoji".

| klub1  | rez.          | klub2         | napomene, izvještaji                                  |
| ------ | ------------- | ------------- | ----------------------------------------------------- |
| Murter | 3:3, 5:6 p.p. | Olmissum Omiš | "Olmissum" pobjednik nakon boljeg izvođenja šesteraca |

## Vanjske poveznice
- hns-cff.hr, Hrvatski malonogometni kup
- crofutsal.com, Hrvatski malonogometni kup